# Liste der südamerikanischen Siegernationen bei FIFA- und CONMEBOL-Turnieren
Die Liste der südamerikanischen Siegernationen bei FIFA- und CONMEBOL-Turnieren führt alle südamerikanischen Nationen auf, deren National- bzw. Auswahlmannschaften mindestens einmal eines der internationalen Fußballturniere von FIFA und CONMEBOL gewonnen haben. Die Sortierung in der Liste richtet sich als erstes danach, wie viele Turniere insgesamt gewonnen wurden. Ist diese Anzahl gleich, richtet sich die weitere Rangfolge nach der Titelzahl der einzelnen Turniere, begonnen beim bedeutendsten Turnier, der Weltmeisterschaft.

## Siegernationen Männer
Bisher konnten 9 südamerikanische Fußballverbände mindestens einen Titel bei offiziellen Turnieren der FIFA oder CONMEBOL gewinnen.
| Nationalverband | Gesamt | Seniorenturniere | Seniorenturniere | Seniorenturniere       | Seniorenturniere |         | Juniorenturniere | Juniorenturniere  | Juniorenturniere  | Juniorenturniere  | Juniorenturniere |
| Nationalverband | Gesamt | WM               | Olympia          | Konföderationen- Pokal | Copa América     | U-20-WM | U-16/17-WM       | Copa América U-20 | Copa América U-17 | Copa América U-15 |                  |
| Brasilien | 61     | 5                | 121              | 4                      | 9                |         | 5                | 4                 | 13                | 14                | 5                |
| Argentinien | 38     | 3                | 121              | 1                      | 16               |         | 6                |                   | 5                 | 4                 | 1                |
| Uruguay | 28     | 2                | 2                |                        | 15               | 1       |                  | 8                 |                   |                   |                  |
| Paraguay | 5      |                  |                  |                        | 2                |         |                  | 1                 |                   | 2                 |                  |
| Kolumbien | 4      |                  |                  |                        | 1                |         |                  | 3                 | 1                 |                   |                  |
| Peru | 3      |                  |                  |                        | 2                |         |                  |                   |                   | 1                 |                  |
| Chile | 2      |                  |                  |                        | 2                |         |                  |                   |                   |                   |                  |
| Bolivien | 1      |                  |                  |                        |                  |         |                  |                   | 1                 |                   |                  |
| Ecuador | 1      |                  |                  |                        |                  |         |                  | 1                 |                   |                   |                  |
| Verbände, die alle möglichen Titel gewonnen haben. Verbände, die alle möglichen Titel im Seniorenbereich gewonnen haben. Verbände, die alle aktuell möglichen Titel im Seniorenbereich gewonnen haben. Verbände, die alle möglichen Titel im Juniorenbereich gewonnen haben. |        |                  |                  |                        |                  |         |                  |                   |                   |                   |                  |

1 Die Siege wurden nicht durch die A-Nationalmannschaft errungen.

## Siegernationen Frauen
Bisher konnten 4 südamerikanische Fußballverbände mindestens einen Titel bei offiziellen Turnieren der FIFA oder CONMEBOL gewinnen.
| Nationalverband | Gesamt | Seniorenturniere | Seniorenturniere | Seniorenturniere |         | Juniorenturniere | Juniorenturniere  | Juniorenturniere  | Juniorenturniere |
| Nationalverband | Gesamt | WM               | Olympia          | Copa América     | U-20-WM | U-17-WM          | Copa América U-20 | Copa América U-17 |                  |
| Brasilien       | 24     |                  |                  | 9                |         |                  | 10                | 5                 |                  |
| Venezuela       | 2      |                  |                  |                  |         |                  |                   | 2                 |                  |
| Argentinien     | 1      |                  |                  | 1                |         |                  |                   |                   |                  |
| Kolumbien       | 1      |                  |                  |                  |         |                  |                   | 1                 |                  |